# Lijst van burgemeesters van Westerhoven
Dit is een lijst van burgemeesters van de voormalige Nederlandse gemeente Westerhoven tot die gemeente op 1 januari 1997 opging in de gemeente Bergeyk, die per 25 september 1998 werd hernoemd tot Bergeijk.
| Ambtsperiode               | Naam burgemeester            | Partij of stroming | Bijzonderheden                                                                                     |
| -------------------------- | ---------------------------- | ------------------ | -------------------------------------------------------------------------------------------------- |
| ??                         | ??                           |                    | |
| 18?? - 1832                | Antonie van Galen            |                    | In (een deel van?) dezelfde periode tevens burgemeester van Bergeyk                                |
| 1832 - 1846                | Jan Verhagen (ca.1772-1846)  |                    | |
| 1846 - 1873?               | Joannes Neutkens (1800-1883) |                    | |
| 1874 - 1917                | Joseph Baken (1844-1931)     |                    | schoonzoon van Joannes Neutkens                                                                    |
| 29 juni 1917 - 15 mei 1941 | Johan (J.A.) Baken           |                    | tevens burgemeester van Riethoven (1918-1941) en Borkel en Schaft (1911-1934); zoon van voorganger |
| 1 augustus 1941 - 19??     | J.A.G. van Bokhoven          |                    | Tevens burgemeester van Riethoven                                                                  |
| 1946 - 1947                | W.A. van Hoek                |                    | Tevens burgemeester van Riethoven                                                                  |
| 1948 - 1974                | Frans (F.H.M.) Schram        |                    | Tevens burgemeester van Riethoven                                                                  |
| 1975 - 1983                | Wim (W.C.M.) van Nuenen      |                    | Tevens burgemeester van Riethoven                                                                  |
| 1983 - 1997                | Jacques (J.H.N.) van Beek    | CDA                | Tevens burgemeester van Riethoven; vanaf 1995 waarnemend burgemeester van deze twee gemeenten      |